# Adamo Didur
Adamo Didur (Wola Sękowa, 24 dicembre 1874 – Katowice, 7 gennaio 1946) è stato un basso polacco.

## Biografia
Nato a Wola Sękowa vicino a Sanok nella Piccola Polonia inizia i suoi studi musicali prima a Leopoli e poi a Milano.
Il 3 dicembre 1898 è il terzo apostolo ne La Trasfigurazione del Nostro Signore Gesù Cristo di Lorenzo Perosi al Teatro Comunale di Bologna e dal 1899 canta a Varsavia.

## Discografia
- Lebendige Vergangenheit - Adamo Didur, Preiser